# Валсерберг
Валсерберг (нидерл. Vaalserberg) — высшая точка Нидерландов (без учёта острова Саба).
Валсерберг — невысокая возвышенность на юге страны, геологически относится к Арденнским горам. Административно территория относится к муниципалитету города Валс провинции Лимбург. Высшая точка (322 м) страны отмечена небольшим памятником.
Валсерберг также известен как место пересечения границ трёх стран — Бельгии, Нидерландов и Германии, на месте которого также стоит памятный знак с флагами государств. Известно также и название Viergrenzenweg («четыре границы»), так как в 1816—1920 гг здесь была граница и с нейтральным Мореснетом.
К востоку, на германской территории располагается город Ахен.
Пересечение границы между странами свободно.

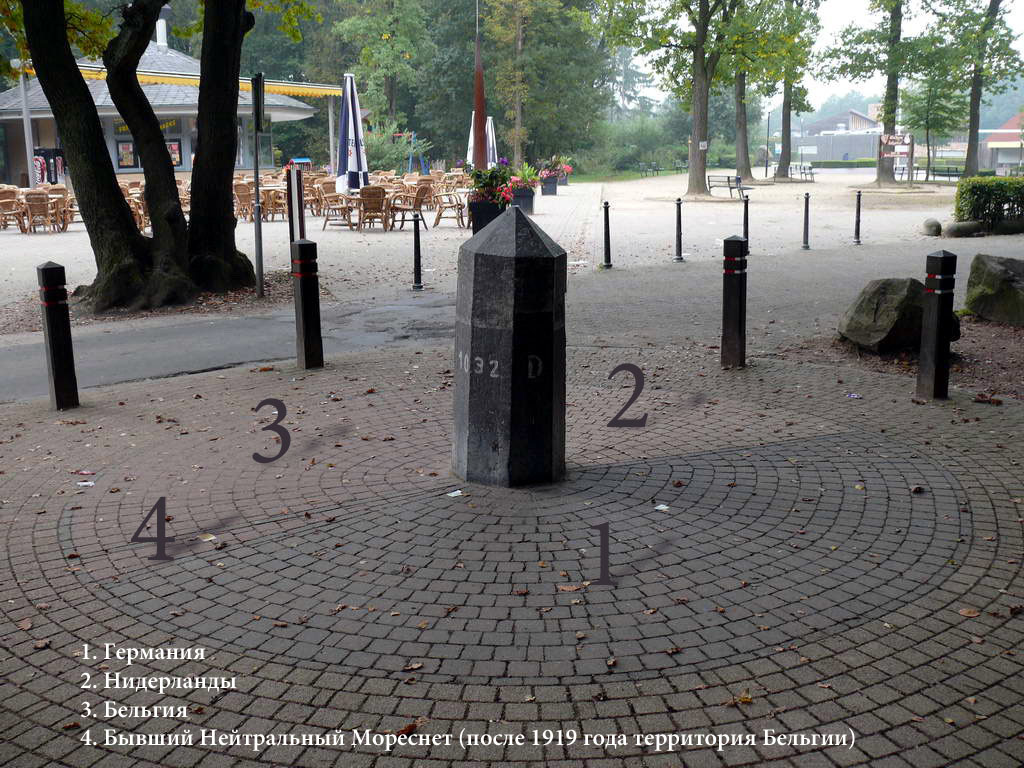
Точка пересечения границ трёх стран:
1.Германия
2.Нидерланды
3.Бельгия
4.Нейтральный Мореснет (сейчас территория Бельгии)